# Orusts och Tjörns tingslag
Orusts och Tjörns tingslag var mellan 1698 och 1955 ett tingslag i Göteborgs och Bohus län i Orusts och Tjörns domsaga (från 1857). Tingsplatser var från 1912 Varekil.
Tingslaget omfattade häraderna Tjörn, Orust västra och Orusts östra. 
Tingslaget bildades 1698 av Tjörns tingslag och . Tingslaget uppgick 1 januari 1955 i  Orusts, Tjörns och Inlands tingslag